# Захват автобуса в Казахстане
Захват автобуса в Казахстане — преступление, совершённое в Республике Казахстан 22 февраля 1992 года. Пятеро беглых заключённых сели в рейсовый автобус «Икарус», следовавший по маршруту Кызылорда — Сарыагаш, с 30 пассажирами. Попытка милиции задержать преступников на автостанции в посёлке Шиели не увенчалась успехом: из пяти преступников им удалось задержать двух и убить одного, а оставшиеся двое взяли в заложники 13 человек и потребовали самолёт и крупную сумму денег в обмен на жизни заложников.
Пока милиция вела переговоры, по тревоге подняли сотрудников алма-атинского отдела «А» (правопреемника регионального отделения спецподразделения «Альфа» КГБ СССР). Бандитов убедили отправить автобус в аэропорт города Чимкент, где им пообещали предоставить самолёт. Автобус остановился в воротах аэропорта утром 23 февраля и был взят штурмом: двоих остававшихся в салоне бандитов убили, а заложников спасли. Эта операция является первой операцией по освобождению заложников в истории Республики Казахстан: в историографии она описывается как операция «Набат», по названию заранее разработанного плана на случай захвата заложников.

## Побег преступников
Ранним утром 22 февраля 1992 года из специального вагона почтово-грузового поезда № 922, курсировавшего по маршруту Ташкент — Самара, сбежали шестеро особо опасных преступников-рецидивистов — Фёдор Васильев, Владимир Албандян, Сергей Глухов, Геннадий Усов, а также некто Глумсков и Говорухин. Из этих шестерых Глухов и Усов были приговорены к смертной казни. Было известно, что все преступники на момент вынесения приговора находились в тюрьмах особого режима в Узбекистане, однако узбекские власти намеревались экстрадировать всех шестерых в Россию, поскольку не решались взять на себя ответственность за приведение приговора в исполнение.
Всех преступников везли в сопровождении вооружённой охраны. В какой-то момент бандиты набросились на трёх конвоиров, ранив их заточками, и захватили с собой восемь пистолетов Макарова с полными боекомплектами и ценную документацию. Согласно полковнику Михаилу Дауенову, в ходе побега бандиты убили охранников, а генерал Есенгельды Мустафетов также сообщал, что преступники не только расправились с охраной, но и захватили также два автомата Калашникова. По словам заслуженного работника МВД СССР полковника Габдрахима Мендешева, к побегу заключённых был отчасти причастен не исполнявший должным образом обязанности конвоир Алданазаров. Заключённые, желая развлечься, подкупили его и убедили привести к ним в камеру женщину из соседней камеры. За этот поступок Алданазарову начальство пригрозило наказанием, но уголовники пообещали ему помочь, для чего попросили его отдать им пистолет, якобы для инсценировки побега. Ночью они ворвались в купе к начальнику вагона, связали его и забрали, со слов Мендешева, ещё три пистолета. Затем они сорвали стоп-кран и выскочили на пустынном полустанке. Считается, что побег произошёл в районе 18-го разъезда на территории Кызылординской области. Изначальный замысел заключённых сводился к тому, чтобы добраться до Алма-Аты и затеряться среди местных жителей.
После 8 часов утра в области была объявлена тревога: вступили в действие планы «Перехват» и «Сирена». Операцией по розыску и задержанию беглецов руководили начальник УВД Кызылординской области генерал-майор Е. Д. Демесинов и начальник управления КГБ по Кызылординской области и Байконуру полковник М. Ю. Дауенов. Заключённый Васильев попытался уйти отдельно от группы, но был пойман недалеко от места побега.

## Захват заложников
В какой-то момент пятерым беглецам удалось поймать рейсовый автобус «Икарус», следовавший из города Кызылорда в Сарыагаш: их подобрали на участке между аулами 1 мая и Тартогай, а сами они представились сборщиками овчины. В автобусе в тот момент находилось 30 пассажиров. Водитель автобуса по имени Сейдехан обратил внимание на пятерых новых пассажиров, которые выглядели, на его взгляд, крайне подозрительно. Недалеко от посёлка Шиели (находился в 125 км от областного центра) его остановил инспектор ГАИ, в разговоре с которым Сейдехан рассказал о странных пассажирах. Инспектор предупредил его о побеге заключённых и посоветовал ему при первой возможности остановить автобус недалеко от автостанции в Шиели и выпустить пассажиров, а самому уйти побыстрее. Через 15 минут автобус прибыл к автостанции, находившейся напротив школы № 252, а водитель попросил пассажиров покинуть салон, после чего отправился к диспетчерской.
Наряд милиции, который подготовил засаду на этом участке, рассчитывал захватить всех пятерых беглецов: в момент выхода пассажиров, сотрудники УВД произвели несколько предупредительных выстрелов и потребовали от бандитов сдаться: из пяти преступников трое вышли с поднятыми руками, но в этот момент двое оставшихся открыли огонь. В ходе перестрелки погибли 32-летний сотрудник УВД Кызылординской области старший лейтенант Муратбек Умирбеков и 42-летний бандит Албандян. Милиционерам сдались бандиты Глумсков и Говорухин. Часть пассажиров сумела покинуть салон, в том числе и водитель автобуса. Однако оставшиеся в живых Глухов и Усов взяли в заложники оставшихся в автобусе пассажиров — 13 человек (5 мужчин, 7 женщин и ребёнок).

## Переговоры
К полудню на автостанцию прибыли полковник Михаил Дауенов, начальник Шиелийского районного ОВД подполковник Куанышбек (Ахан) Жанабергенов, его заместитель капитан Нурлан Жуамабаев, сотрудник того же отдела майор Оркен Исмаилов и прокурор района Балтабек Сыдзыков. Жанабергенов по требованию Демесинова увёл гражданских лиц подальше от автобуса; он также решил спрятать двух вооружённых милиционеров, чтобы не провоцировать преступников на стрельбу. Свои требования Глухов огласил Дауенову по переданной специально милицейской рации: в обмен на жизни заложников он потребовал предоставить ему и Усову крупный самолёт типа Ил-76 в аэропорту Ташкента или Фрунзе, чтобы тот мог вылететь в одну из стран. По словам пассажирки Гульбану Назаровой, бандиты открыто угрожали пассажирам, схватив ребёнка и приставив к его голове пистолет. Позже они ужесточили требования, добавив миллион долларов наличными и два автомата Калашникова с большим количеством патронов.
По словам полковника А. Г. Баталова, силовыми структурами рассматривались три варианта ответных действий: убедить бандитов путём переговоров выпустить всех заложников; выполнить их требования в обмен на жизни заложников; взять штурмом автобус. Ситуация осложнялась тем, что подобных происшествий на территории Казахстана прежде не происходило. По ходу переговоров Глухов потребовал принести еды для всех находившихся в автобусе людей, а также передать ему бутылку водки, однако на станции спиртного не оказалось. От предложения отравить еду или всыпать какое-либо психотропное средство, чтобы вывести временно из строя всех людей в автобусе, милиционеры отказались. Дауенов решил воспользоваться возможностью и затянуть переговоры, чтобы дать возможность подготовить людей для возможной операции по освобождению заложников. В ходе переговоров на футбольное поле рядом со школой сел вертолёт МВД, что привело бандитов в бешенство: те сделали два выстрела, потребовав в течение пяти минут убрать вертолёт, и милиция подчинилась их требованиям. Дауенов пытался убедить бандитов, что предоставить самолёт можно только в Чимкенте, однако Глухов требовал доставить их автобусом в Ташкент.

## План операции
В Алма-Ате был создан специальный штаб, в состав которого вошли высокопоставленные офицеры МВД и КГБ. Его возглавил премьер-министр Казахстана С. А. Терещенко: обо всех событиях докладывалось начальнику республиканской КГБ генерал-майору Б. А. Баекенову, а также первому заместителю главы МВД генерал-лейтенанту Каирбеку Сулейменову. В штабе также присутствовал заместитель председателя КГБ по кадровой работе М. Р. Раманкулов. По тревоге согласно плану «Набат» (по названию этого плана была названа и вся операция) были подняты сотрудники отдела «А» КГБ Республики Казахстан (бывшая 12-я группа спецподразделения «Альфа» Седьмого управления КГБ СССР) и сотрудники особой группы МВД Республики Казахстан «Сункар». Пытаясь выиграть время, милиция сумела всё же убедить бандитов направить автобус в аэропорт города Чимкент, объяснив, что только оттуда они смогут вылететь нужным им самолётом. По требованию сотрудников госбезопасности от милиции были освобождены все дороги, а сотрудников переодели в гражданскую одежду, чтобы не нервировать бандитов. Окна в автобусе были закрыты шторами. Впереди автобуса на расстоянии 15—20 м ехал автомобиль ГАИ с включённым проблесковым маячком, в котором сидел начальник областного ГАИ полковник Бапан Аубакиров (водитель — капитан милиции Абдолла Нургалиев). В машине также сидел сотрудник, который по радиостанции сообщал оперативному штабу о том, где находится «Икарус». За автобусом ехали машины с полковником Дауеновым, генералом Демесиновым и прокурором Умбеталиевым: ни одна из машин, кроме автомобиля ГАИ, не должна была обгонять автобус. Водителя Сейдехана бандиты держали на мушке, готовясь застрелить в случае малейшего неповиновения.
Сотрудники группы «А» тем временем на вертолёте добрались до аэропорта и начали приготовления к операции по освобождению заложников. Идею штурма автобуса предложил руководитель всей операции полковник А. Г. Баталов, а на его необходимости настоял и. о. начальника отдела «А» полковник А. В. Волосников. Однако штурмовать автобус прямо на автостанции было слишком рискованно, поскольку слишком был высок риск потерь среди заложников и силовиков. После ряда совещаний было принято решение штурмовать автобус не на пути его следования, а на территории самого аэропорта — в районе ворот ограждения внешнего периметра. Сотрудники отдела «А» в течение всей ночи проводили тренировки на предоставленном властями автобусе, аналогичном захваченному по комплектации, ожидая прибытия преступников. С учётом того, что в 1980-е годы учения «Альфы» по освобождению заложников в самолётах проходили на базе трёх аэропортов, один из которых располагался в Чимкенте, это облегчало задачу оперативникам. Команду о начале проведения операции на территории Кызылординской области должен был дать глава областного управления КГБ Михаил Дауенов в случае, если террористы не успеют пересечь границу Кызыординской области. Если бы они пересекли границы области и оказались в Чимкенте, команду должен был отдавать уже начальник управления КГБ Казахстана по Шымкентской области генерал Е. А. Мустафетов: согласно плану «Набат», команду на штурм отдавал именно руководитель управления КГБ в той области, где происходило подобное путешествие. Предполагалось, что террористов не будут пускать в аэропорт: план операции предусматривал штурм автобуса именно до пересадки террористов в самолёт.
Когда автобус проезжал аул Шорнак (недалеко от города Туркестан), то водитель решил заехать на заправку и начал разворачиваться, но в этот момент перед самым носом автобуса проехала грузовая фура, которую бандиты обстреляли, решив, что их атакуют силовики. Уставший Сейдехан заявил оперативникам, что отказывается дальше ехать из-за усталости и боли: Усов бил его пистолетом по рёбрам всю дорогу. Капитан Абдолла Нургалиев предложил повести машину дальше, но бандиты выступили против этого. С большим трудом Михаил Дауенов сумел отыскать человека, готового на такой риск: им оказался самарский дальнобойщик Александр Чехонин, начальник городской автоколонны. Он взялся за работу сразу после того, как узнал, что в автобусе есть женщины и дети. Всю дорогу он разными способами отвлекал бандитов, переключая их внимание на себя, чтобы те не навредили пассажирам.

## Штурм автобуса
Ещё до прибытия автобуса в аэропорт начальник Шымкентского областного УВД генерал Т. Д. Дуабеков передал указания людям, ехавшим в машине сопровождения: водитель автобуса после въезда в ворота аэропорта должен максимально прибавить скорость. Штурмовая группа к тому моменту заняла исходную позицию за автомобилем УАЗ, поставленным возле ворот аэропорта, а на крышах зданий разместились снайперы: один снайпер и телеоператор находились на крыше диспетчерской, в здании которой находился штаб всей операции. Перед въездом на аэродром поставили снегоуборочную машину, за рулём которой сидел сотрудник отдела «А». К шлемам бойцов группы захвата прикрепили дополнительное железное снаряжение, которое помогло бы им разбить окна автобуса. В то же время на случай, если выполнение требований террористов останется единственным возможным вариантом, власти подготовили самолёт Ан-24 с проинструктированным экипажем, в составе которого был сотрудник отдела «А» — боец Сергей Ященко, одетый в форму бортинженера. Самолёт выставили на видное место, чтобы попытаться отвлечь внимание бандитов в момент штурма; к тому же предполагалось, что уставшие от долгой поездки бандиты не заметят разницы между Ил-76 и Ан-24, поскольку оба самолёта были очень похожи друг на друга.
Неразрешённой оставалась ещё одна проблема: оперативники не знали, какое крепление имеют занавески на автобусе, и отсутствие этой информации могло сыграть критическую роль в успешности штурма (заводские шторы было невозможно пробить штыком). В связи с этим заместитель председателя республиканского КГБ Л. С. Догаев даже высказал мнение, что проведение штурма может быть преждевременным, и всё ещё существует серьёзный риск того, что кто-то из заложников погибнет. Высокопоставленные чиновники допускали, что за несогласованные действия, предпринятые в ходе операции, кто-либо из руководителей может даже лишиться своего поста. Тем не менее план штурма был окончательно утверждён и одобрен с санкции генерального прокурора области Владимира Шведюка, который подписал также разрешение на применение оружия в отношении преступников, чтобы не допустить предъявления обвинений в незаконном применении оружия. Мустафетов, который должен был отдать команду на штурм, выразил готовность взять на себя ответственность за возможные жертвы среди заложников и оперативников.
23 февраля, около 9 часов утра автобус въехал на территорию аэропорта: в воротах взлётной площадки машина ГАИ внезапно поехала в сторону самолёта, и автобус последовал за ней. После того, как «Икарус» поравнялся со стоявшим слева милицейским УАЗом, прогремели несколько громких взрывов: в результате взрывов образовался густой чёрный дым, и тут же в автобус врезался снегоуборщик. Из-за этого столкновения бандиты упали на пол, потеряв равновесие. Группа захвата выдвинулись из укрытия со стороны правого и левого борта: используя трапы и «живую человеческую лестницу», бойцы разбили окна автобуса и ворвались в салон. Командир операции А. Г. Баталов бросил светошумовую гранату, чтобы помешать бандитам стрелять по штурмующим — хотя преступники открыли огонь, они не попали ни в кого из бойцов. Глухов находился рядом с водителем Чехониным в момент штурма и держал пистолет, уперев его дуло в затылок водителя, в то время как его напарник Усов окружил себя живым щитом, однако обоих преступников удалось застрелить.
Как позже выяснилось, Усов был убит на месте, а Глухов был тяжело ранен и умер от полученных ранений: по свидетельствам очевидцев, Дауенов чуть не застрелил Глухова на месте. Из заложников никто не пострадал, если не считать 80-летнего пассажира, чью ногу слегка задела пуля, и водителя Чехонина, который был легко ранен в голову из-за произведённого Глуховым случайного выстрела (пуля вскользь задела голову). По некоторым данным, весь штурм автобуса занял всего 4 секунды. Уже после завершения операции генерал Мустафетов организовал пресс-конференцию в здании управления КГБ Казахстана по Чимкентской области, на которой коротко сообщил о ликвидации преступников и заявил, что план операции отрабатывался в городском автопарке.

## Итоги
Эта операция стала первой в истории казахстанского отдела «А», который продолжил своё существование уже в составе Комитета национальной безопасности Республики Казахстан как спецподразделение «Арыстан». Новости об этой операции стали центральным сюжетом ряда зарубежных СМИ: в прессе утверждалось, что это был первый случай освобождения захваченных в автобусе заложников без единой жертвы. Методику проведения этой операции в дальнейшем изучали курсанты академии Комитета национальной безопасности Республики Казахстан. По итогам операции президент Республики Казахстан Нурсултан Назарбаев подписал указ о награждении Почётными грамотами сотрудников отдела «А», участвовавших в операции: поскольку ордена и медали в Казахстане тогда ещё не были официально учреждены, оперативникам вручались грамоты. Ими были удостоены 13 сотрудников отдела «А» — А. Ф. Аблаков, А. Г. Баталов, В. С. Василенко, А. В. Волосников, А. В. Головин, С. К. Жумабеков, В. П. Калиновский, И. В. Кочергин, В. И. Кузнецов, А. Е. Медетов, С. В. Семёнов, И. П. Соловьев и В. В. Хохлов.
В дальнейшем из-за споров внутри структуры КНБ процедура награждения участников той операции медалями застопорилась: упрёки звучали даже в адрес генерала Мустафетова. Только в 2012 году всех бойцов наградили медалями «За вклад в обеспечение национальной безопасности»: инициатором награждения стал председатель КНБ Нуртай Абыкаев. Александр Чехонин получил право почти год беспрепятственно ездить по дорогам Казахстана, а позже был награждён Почётной грамотой Президента Республики Казахстан, подарком в виде видеомагнитофона и ведомственной медалью КНБ. Ещё один участник операции, заслуженный работник МВД СССР полковник милиции Габдрахим Мендешев, также был награждён Почётной грамотой.
Генерал Есенгельды Мустафетов в дальнейшем утверждал, что группа уголовников решила отомстить ему за гибель преступников в аэропорту Чимкента: спустя месяц его дочь была задушена в собственной квартире в Москве, причём преступники не забрали абсолютно ничего из её личных вещей. В 2002 году казахстанские СМИ сообщали, что предполагаемый убийца дочери генерала был ликвидирован в ходе спецоперации, в которой принимал участие непосредственно министр внутренних дел Казахстана Каирбек Сулейменов.
13 декабря 2021 года в соответствии с указом Президента Республики Казахстан Касыма-Жомарта Токаева участникам операции были вручены государственные награды по случаю 30-летия независимости Республики Казахстан.

## Отражение в культуре

### Книги
- 20 февраля 2007 года в газете «Литер» вышла статья «Февральский аббат», в которой от лица полковника Михаила Дауенова рассказывалось о ходе операции. Занимавший пост начальника департамента Комитета национальной безопасности по Атырауской области Есенгельды Мустафетов выразил недовольство описанием событий, упрекнув Дауенова в том, что тот присваивал себе руководящую роль во всей операции. После споров, в которых участвовал даже глава Комитета национальной безопасности Дженисбек Джуманбеков, комиссия признала всё же официально Мустафетова руководителем всей операции. В 2007 году в книге КНБ, выпущенной по случаю 15-летнего юбилея Комитета, руководителем операции «Набат» снова назвали не Мустафетова, а другого человека: после отправки Мустафетовым рапорта в КНБ его уверили в том, что в книге исправят фактические ошибки[5]. Свой взгляд на события Мустафетов опубликовал в 2017 году в мемуарах «Честь имею, или Набаты жизни»[4].
- События операции по освобождению заложников в захваченном террористами автобусе были описаны в рассказе «Операция „Набат“», который вошёл в книгу «Тәуелсіздік қырандары», выпущенную в честь 30-летия Независимости Республики Казахстан и посвящённую будням кызылординской полиции. Автором этого и других рассказов является полковник полиции запаса, почётный сотрудник МВД Республики Казахстан Амирбек Шаймагамбетов, один из участников операции. Книга была выпущена при участии писателя Нурлыбека Сафина[2][3].

### Фильмы
- Документальный фильм «Февральский „Набат“», посвящённый событиям 22 и 23 февраля 1992 года, вышел 22 февраля 2016 года на казахстанском телеканале КТК. В съёмках участвовали одна из пассажирок того автобуса Гульбану Назарова, руководивший операцией генерал-майор Есенгельды Мустафетов и дальнобойщик Александр Чехонин[15].
- В 2022 году кинорежиссёры Рашид Сулейменов и Асар Абулхаиров начали съёмки фильма «Операция „Набат“», в основу которого были положены события 23 февраля 1992 года[16]. В то же время другой режиссёр Абдель Фифтибаев заявил, что сюжет фильма является точной копией его проекта «Пять минут штурма», заявку на который он подавал за год до этого, получив в итоге отказ. По словам Фифтибаева, на свой проект он запросил 400 тысяч долларов, в то время как Сулейманов и Абулхаиров, работавшие на «Казахфильме», запросили 2 миллиона долларов[17]. Съёмки фильма завершились в 2023 году[18], в прокат картина вышла в 2024 году[19][20].

## Комментарии
1. ↑  Амирбек Шаймагамбетов приводит другие имена — Евгений Глухов и Сергей Усов[2].
2. ↑  Согласно интервью начальника управления КГБ по Шымкентской области генерала Есенгельды Мустафетова, датируемому 2012 годом, на экстрадиции преступников настояла именно Российская Федерация[5]; в то же время в интервью 2017 года он говорил, что предложение об экстрадиции сделал Узбекистан[4].
3. ↑  По данным командира «Альфы» Геннадия Зайцева, в заложники было взято 12 человек[1], по словам заслуженного работника МВД СССР Габдрахима Мендешева — 11 человек[6].
4. ↑  Амирбек Шаймагамбетов писал, что Усов и Глухов хотели вылететь в Иран[2], а Есенгельды Мустафетов полагал, что они хотели вылететь в Израиль[5].
5. ↑  Амирбек Шаймагамбетов указывает его фамилию как Шехонин[3].
6. ↑  Так пишет Амирбек Шаймагамбетов[3]. В других источниках утверждается, что в автобус врезалась поливальная машина[9] или автоцистерна ЗИЛ-131[1].
7. ↑  В то же время 15 августа 1990 года в ходе операции при участии внутренних войск МВД СССР и группы «А» КГБ СССР в Сухуми были взяты штурмом местный изолятор и автобус РАФ, в которых преступники удерживали в заложниках сотрудников изолятора. В ходе штурма было убито три преступника, никто из сотрудников изолятора не пострадал, двое оперативников получили лёгкие ранения[11].